# آب‌انبار خان
آب‌انبار خان مربوط به دوره زند است و در کاشان، خیابان فاضل نراقی، پشت مسجد آقا بزرگ واقع شده و این اثر در تاریخ ۲۴ اسفند ۱۳۸۳ با شمارهٔ ثبت ۱۱۵۷۰ به‌عنوان یکی از آثار ملی ایران به ثبت رسیده است.